# Piąty rząd Konrada Adenauera
Piąty rząd Konrada Adenauera – od 14 grudnia 1962 do 11 października 1963.
| Funkcja                                                                   | Imię i nazwisko                                                                 | Partia  |
| ------------------------------------------------------------------------- | ------------------------------------------------------------------------------- | ------- |
| Bundeskanzler – Kanclerz Federalny                                        | Konrad Adenauer                                                                 | CDU     |
| Stellvertreter des Bundeskanzlers – Wicekanclerz Federalny                | Ludwig Erhard                                                                   | CDU     |
| Minister spraw zagranicznych                                              | Gerhard Schröder (polityk CDU)                                                  | CDU     |
| Minister spraw wewnętrznych                                               | Hermann Höcherl                                                                 | CSU     |
| Minister sprawiedliwości                                                  | Ewald Bucher                                                                    | FDP     |
| Minister finansów                                                         | Rolf Dahlgrün                                                                   | FDP     |
| Minister gospodarki i technologii                                         | Ludwig Erhard                                                                   | CDU     |
| Minister rolnictwa, polityki żywnościowej i ochrony konsumentów           | Werner Schwarz (polityk CDU)                                                    | CDU     |
| Minister do spraw wewnątrzniemieckich                                     | Rainer Barzel                                                                   | CDU     |
| Minister pracy i polityki społecznej                                      | Theodor Blank                                                                   | CDU     |
| Minister obrony                                                           | Franz Josef Strauß (do 9 stycznia 1963) Kai-Uwe von Hassel (od 9 stycznia 1963) | CSU CDU |
| Minister transportu i budownictwa                                         | Hans-Christoph Seebohm                                                          | CDU     |
| Minister poczty i telekomunikacji                                         | Richard Stücklen                                                                | CSU     |
| Minister ds. wypędzonych, uciekinierów i poszkodowanych przez wojnę       | Wolfgang Mischnick                                                              | FDP     |
| Minister spraw federalnych i stanowych                                    | Alois Niederalt                                                                 | CSU     |
| Minister ds. zagospodarowania przestrzennego, budownictwa i rozwoju miast | Paul Lücke                                                                      | CDU     |
| Minister ds. badań naukowych                                              | Hans Lenz                                                                       | CDU     |
| Minister do spraw młodzieży, rodzin i zdrowia                             | Bruno Heck                                                                      | CDU     |
| Minister skarbu                                                           | Werner Dollinger                                                                | CSU     |
| Minister zdrowia                                                          | Elisabeth Schwarzhaupt                                                          | CDU     |
| Minister ds. współpracy gospodarczej i rozwoju                            | Walter Scheel                                                                   | FDP     |
| Minister do spraw nadzwyczajnych – przewodniczący federalnej Rady Obrony  | Heinrich Krone                                                                  | CDU     |